# 摩德納的瑪麗
摩德納的瑪麗（英語：Mary of Modena，1658年10月5日—1718年5月7日），英格蘭、蘇格蘭和愛爾蘭王后，1685年至1688年在位。
瑪麗是詹姆斯二世的第二任妻子。由於兩人皆為天主教徒，當兩人的兒子詹姆斯於1688年誕生時，英國國會為了避免英國未來成為天主教國家而發動光榮革命，詹姆斯二世和瑪麗流亡法國。

## 子女
瑪麗和詹姆斯二世共有1子2女：
1. 伊莎貝爾（英语：Isabel Stuart）（1676年—1681年），夭折
2. 詹姆斯（1688年—1766年），詹姆斯黨王位覬覦者
3. 路易莎·瑪麗亞·斯圖亞特（1692年—1712年），早逝